# Thrawn-Trilogie

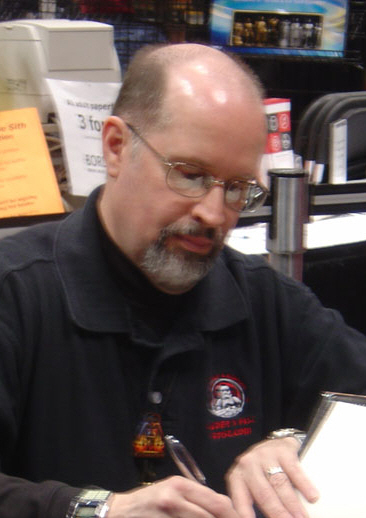
Timothy Zahn signiert sein Werk bei der Star Wars Celebration III.

Als Thrawn-Trilogie wird eine zwischen 1991 und 1993 erschienene Star-Wars-Romanreihe des amerikanischen Science-Fiction-Autors Timothy Zahn bezeichnet. Sie besteht aus den Teilen Erben des Imperiums (Heir to the Empire), Die dunkle Seite der Macht (Dark Force Rising) und Das letzte Kommando (The Last Command). Die Geschichte ist etwa fünf Jahre nach den Ereignissen in Die Rückkehr der Jedi-Ritter angesetzt und gehört zum erweiterten Star-Wars-Universum, das seit der Übernahme von Lucasfilm durch die Walt Disney Company nicht mehr Teil des Kanons ist.
In der Reihe ist Großadmiral Thrawn der neue Oberbefehlshaber über das geschwächte Galaktische Imperium und fest entschlossen, die Etablierung der Neuen Republik, welche aus der ehemaligen Rebellion hervorgegangen ist, zu verhindern.
Neben Thrawn schuf Zahn weitere Figuren, die in der Trilogie ihren ersten Auftritt haben und deren Geschichten später in anderen Romanen weitererzählt wurden. Dazu gehören Mara Jade, Gilad Pellaeon oder Talon Karrde. Die Hauptakteure aus den Filmen, Luke Skywalker, Leia Organa, Han Solo, Lando Calrissian und Chewbacca, sowie die Droiden C-3PO und R2-D2 besetzen auch in der Thrawn-Trilogie Hauptrollen.

## Handlung

### Erben des Imperiums
Fünf Jahre nach der Schlacht von Endor verfügt das Imperium lediglich über einen Bruchteil seiner einstigen militärischen Streitmacht und seines Hoheitsgebietes. Bedingt durch die hohen Verluste, bestehen die Truppen zu großen Teilen aus jungen und unerfahrenen Mannschaften. Dennoch gelingt es dem neuen imperialen Oberbefehlshaber Großadmiral Thrawn durch sein taktisches Genie immer wieder, der noch in der Entstehung begriffenen Neuen Republik schwer zuzusetzen. Akribisch plant er den finalen Schlag gegen seine Feinde.
Thrawns Weg führt ihn zunächst zum Planeten Wayland. Dort vermutet er in einer geheimen Schatzkammer (Mount Tantiss) des ehemaligen Imperators wertvolle Technologien, welche ihm für seinen Feldzug nützlich sein könnten. Da er annimmt, dass Mount Tantiss von einem durch den Imperator eingesetzten Dunklen Jedi bewacht wird, besorgt er sich zunächst vom Planeten Myrkr, mit Hilfe des sich dort aufhaltenden Schmugglers Talon Karrde, einige Wesen namens Ysalamiri, welche die Fähigkeit haben, die Macht zu verdrängen. Auf Wayland begegnen Thrawn und Captain Pellaeon dem Jedi Joruus C'baoth, der die Region um den Berg sowie Mount Tantiss selbst als sein Eigentum betrachtet. Geschützt durch die Ysalamiri kann Thrawn den Jedi zur Zusammenarbeit mit dem Imperium bewegen. Als Gegenleistung fordert C'baoth, dass Thrawn ihm hilft, Luke und dessen Schwester Leia zu finden, damit er sie zu seinen Schülern machen kann.
Als Luke, die mit Zwillingen schwangere Leia und ihr Mann Han in diplomatischer Mission unterwegs sind, kommt es zu einem Angriff durch mehrere grauhäutige Gestalten einer unbekannten Spezies. Chewbacca gelingt es jedoch, seinen Freunden rechtzeitig zu Hilfe zu eilen. Aufgrund eines weiteren Attentatsversuchs und weil schon länger einiges darauf hindeutet, dass es im Regierungssitz der Neuen Republik auf Coruscant eine undichte Stelle gibt, bringt Chewbacca Leia auf seine Heimatwelt Kashyyyk. Dieser Zug wird jedoch von Thrawn vorausgesehen. Folglich kommt es auf Kashyyyk zu einem weiteren Angriff und wieder kann Leia entkommen. Diesmal wird jedoch einer der Angreifer gefangen genommen. Der Fremde identifiziert sich als Khabarakh von den Noghri; jenem Volk, zu dem auch Thrawns Leibwächter Rukh gehört. Für Khabarakh völlig überraschend erkennt er Leia als Tochter des Darth Vader, in dem die Noghri den Retter ihres Volkes sehen. Khabarakh überträgt die damit verbundene Lebensschuld aller Noghri auch auf Leia.
Nach einem imperialen Angriff stranden Luke und R2-D2 mit einem defekten Hyperantrieb irgendwo mitten im interstellaren Raum. Kurz darauf werden sie jedoch von Talon Karrde und dessen Assistentin Mara Jade, die einen unerklärlichen Hass gegen Skywalker hegt, gefunden. Sie bringen Luke und R2-D2 in ihre Basis nach Myrkr und halten sie dort fest. Obwohl Thrawn ein hohes Kopfgeld auf Luke ausgesetzt hat, ist Karrde unentschlossen, was er mit ihm machen soll. Gleichzeitig treffen Han und Lando ebenfalls auf Myrkr ein. Sie wollen Karrde anbieten, für die Neue Republik zu arbeiten. Kurz darauf erreicht auch Großadmiral Thrawn das Myrkr-System. Er berichtet Karrde, dass er weitere Ysalamiri benötigt und außerdem an Kriegsschiffen interessiert ist. Als Luke und R2 die Flucht gelingt, wird er von Mara verfolgt; beide Flugzeuge stürzen dabei jedoch mitten im Wald ab. Zu dieser Zeit weiß Thrawn nichts von Lukes, Hans oder Landos Anwesenheit auf Myrkr, der Absturz erregt jedoch seine Aufmerksamkeit. Um die nächstgelegene Stadt zu erreichen, sind Luke und Mara zur Kooperation gezwungen. Auf dem Weg dorthin offenbart Mara Luke, dass sie einst die rechte Hand des Imperators war und ihr Leben durch dessen Tod zerstört wurde. Am Ende des Waldes angekommen, werden sie bereits von imperialen Sturmtruppen erwartet. Gemeinsam mit Karrde, Han und Lando können sie diese aber überwältigen.
Inzwischen sammelt Thrawn seine Truppen vor den Raumwerften von Sluis Van. Mithilfe eines aus Mount Tantiss geborgenen Tarnfeldes, sowie mehreren Minenmaulwürfen, die er Lando Calrissian zuvor auf Nkllon gestohlen hatte, versucht Thrawn, zahlreiche Schiffe der Neuen Republik zu erbeuten. Der Plan wird vereitelt, allerdings um den Preis der Zerstörung der Steuerungselektronik der gekaperten Schiffe.

### Die dunkle Seite der Macht
Nach seinem Angriff auf Thrawns Truppen ist Karrde gezwungen, Myrkr zu verlassen. Trotz der Verfolgung durch das Imperium ist seine Lage nicht völlig aussichtslos: Zufällig gelangte er einst in den Besitz der Koordinaten der Katana-Flotte (auch „Die Dunkle Macht“). Dabei handelt es sich um mehr als 200 schwere Kriegsschiffe aus den Tagen der Alten Republik. Durch eine Seuche in den Wahnsinn getrieben, ließ die Besatzung die Schiffe ziellos in den Hyperraum springen. Die Flotte gilt seither als verschollen. Karrde ist jedoch unschlüssig, ob er die Koordinaten an die Neue Republik verkaufen oder sie an Thrawn aushändigen soll, um sein Verhältnis zum Imperium zu verbessern. Beide Seiten benötigen dringend mehr Schiffe und unabhängig von seiner Entscheidung ist es nicht möglich, seine ihm so wichtige Neutralität zu wahren.
Unterdessen erfährt Luke, dass sich auf dem Planeten Jomark ein Jedi-Meister aufhalten soll. Dieses Gerücht wurde von Thrawn bewusst verbreitet, um Luke zu C'baoth zu locken. Der Plan geht auf und Luke macht sich mit R2-D2 auf den Weg nach Jomark. Dort treffen sie auf einen machthungrigen, größenwahnsinnigen C'baoth, der Luke nahelegt, ihn, seine Schwester, sowie deren Kinder von ihm ausbilden zu lassen. Luke ist besorgt um den Geisteszustand des Jedi-Meisters und beschließt daher vorläufig zu bleiben.
Um zu erfahren, was es mit der Lebensschuld der Noghri auf sich hat, ist Leia inzwischen mit Chewbacca, C-3PO und Khabarakh nach Honoghr, dem Heimatplaneten der Noghri, aufgebrochen. Thrawn weiß, dass Khabarakh bei seiner Mission, Leia zu fangen, gescheitert ist und erfährt von dessen Rückkehr nach Honoghr. Der Großadmiral ahnt jedoch nichts davon, dass die Noghri ihre Loyalität gegenüber dem Imperium auf Leia ausgedehnt haben und dass sie sich ebenfalls auf dem Planeten befindet. Schließlich findet Leia heraus, dass die Noghri einem geschickt inszenierten Betrug aufgesessen sind: Während der Klonkriege stürzte ein Raumschiff auf den Planeten und vergiftete dessen Oberfläche, das Land wurde unfruchtbar. Darth Vader bot dem Volk scheinbar seine Hilfe an, im Gegenzug sollten sie ihm dienen. Doch wie Leia entdeckt, ist die Dekontamination von Honoghr lediglich vorgetäuscht; stattdessen vergiftet das Imperium den Planeten immer weiter, um die Noghri dauerhaft zu versklaven. Sie beginnen jetzt zu erkennen, dass sie belogen worden sind.
Als das Imperium Karrde gefangen nimmt, um von ihm die Position der Katana-Flotte zu erfahren, plant Mara eine Befreiungsaktion. Allerdings möchte sie Luke um Unterstützung bitten und macht sich daher mit einem Ysalamir nach Jomark auf. C'baoth versucht Lukes Abreise zu verhindern; zusammen mit R2-D2 gelingt es Luke und Mara aber, den Jedi-Meister zu überwältigen und zu entkommen. Schließlich können sie Thrawns Kommandoschiff infiltrieren, Karrde befreien und nach Coruscant zurückkehren.
Karrde ist nun bereit, der Neuen Republik die Position der Katana-Flotte zu verraten. Der Bothaner Borsk Fey'lya, Mitglied des provisorischen Rates der Neuen Republik, ist jedoch nicht bereit, Schiffe von Coruscant abzuziehen und einem Schmuggler wie Karrde zu vertrauen. Also machen sich Luke, Han, Karrde und Lando allein auf den Weg zur Flotte. Dort angekommen, werden sie von imperialen Sternzerstörern überrascht – auch Thrawn hat die Position der Katana-Flotte mittlerweile von einem ehemaligen Weggefährten Karrdes erfahren. Luke und seine Freunde erhalten zwar noch Verstärkung, doch es ist zu spät: Die meisten Schiffe sind bereits vom Imperium weggebracht worden. Bei der Untersuchung der Leichen von Thrawns Truppen stellt sich zudem heraus, dass es sich um Klone handelt. Der Großadmiral könnte somit in relativ kurzer Zeit ausreichend Mannschaften für seine neuen Katana-Schiffe zusammenstellen.

### Das letzte Kommando
Thrawn setzt seine Angriffe auf die Neue Republik fort und mit der Hilfe von C'baoth und seinen neuen Katana-Schiffen fallen mehr und mehr Sternsysteme in seine Hände. Der Neuen Republik ist es bisher nicht gelungen, den Standort der imperialen Klonfabrik zu ermitteln, ebenso gibt es noch immer keine Hinweise darauf, was sich hinter der „Delta-Quelle“, der undichten Stelle im ehemaligen imperialen Palast auf Coruscant, verbirgt.
Karrde sieht in Thrawn eine zunehmende Bedrohung und versucht, seine Schmugglerkollegen zur Zusammenarbeit gegen das Imperium zu bewegen – zunächst mit wenig Erfolg. Als ein Komplott von Thrawn mit dem Ziel, Karrde zu diskreditieren, aufgedeckt wird, sind die anderen Schmuggler jedoch bereit, gegen das Imperium vorzugehen.
Leia hat inzwischen ihre Zwillinge Jaina und Jacen zur Welt gebracht. Kurz darauf dringt ein imperiales Geheimdienstkommando in den Palast ein, um die Kinder zu entführen. Glücklicherweise hält sich Mara Jade ebenfalls auf Coruscant auf und kann durch ihr Wissen um die Geheimgänge im Palast die Entführung verhindern. Schließlich erinnert sich Mara auch an die Position der Klon-Fabrik. Sie befindet sich in der ehemaligen Schatzkammer des Imperators, Mount Tantiss auf Wayland. Daraufhin machen sich Mara, Han, Lando, Luke, Chewbacca und ihre beiden Droiden auf den Weg, um sich der Fabrik unauffällig zu nähern. Da sie etwas abseits von Mount Tantiss landen, müssen sie sich mehrere Tage durch einen Wald schlagen. Auf dem Weg schließt sich ihnen eine Gruppe Noghri an. Sie haben beschlossen, das Imperium für seinen Verrat bezahlen zu lassen.
Währenddessen gelingt es Leia mithilfe von Ghent, einem Hacker aus Karrdes Team, das Geheimnis um die „Delta-Quelle“ zu lüften. Es handelt sich um ein kompliziertes organisches Abhörsystem, welches in den Ch'hala-Bäumen im großen Korridor des Palastes versteckt ist. Die Anlage, die Thrawn direkt mit Informationen versorgte, wird daraufhin entfernt.
Die Gruppe auf Wayland kann ohne größere Probleme in die Klon-Fabrik eindringen, da die imperialen Bewacher gerade von aufständischen Einheimischen abgelenkt werden. Mara und Luke werden bereits von C'baoth erwartet, der, wie sich herausstellt, lediglich ein Klon des längst verstorbenen Jedi-Meisters Jorus C'baoth ist. Er war es auch, der die Einheimischen aufwiegelte und mit Waffen versorgte, damit Mara und Luke ohne Schwierigkeiten zu ihm gelangen konnten. C'baoth hat einen Klon von Luke erschaffen und lässt diesen gegen den echten Skywalker antreten. Während des Kampfes stoßen auch Leia und Karrde zu ihnen, die von Coruscant aufgebrochen sind, um ihren Freunden zu helfen. Als es Mara gelingt, Lukes Klon zu töten, ist ihr Hass auf Skywalker plötzlich verschwunden. Der Imperator hatte ihr im Augenblick seines Todes einen letzten Befehl ins Bewusstsein gepflanzt: „DU WIRST LUKE SKYWALKER TÖTEN“. Als sie den Klon niederstreckt, hat sie diesen Befehl ausgeführt. Die Stimme des Imperators verschwindet und Mara ist frei. Zusammen mit ihren Freunden können sie C'baoth besiegen und die Klon-Fabrik zerstören.
Gleichzeitig beginnt die Neue Republik mit einem Großangriff auf das vom Imperium kontrollierte Bilbringi-System. Unterstützt werden sie dabei von den Schmugglern, die Karrde gegen Thrawn gewinnen konnte. Der Großadmiral nimmt persönlich an der Schlacht teil, doch seine Flotte gerät zunehmend in Bedrängnis. Plötzlich wird Thrawn von seinem Noghri-Leibwächter Rukh aus Rache für den Betrug an seinem Volk erdolcht und Captain Pellaeon sieht keine andere Möglichkeit, als seine Truppen zurückzuziehen. Thrawns Feldzug scheitert letztlich daran, dass er die Entwicklungen auf Honoghr und Wayland nicht vorhersehen konnte.

## Hintergrund
Vor 1991 erschienene Star-Wars-Bücher, -Serien und -Comics handelten von Ereignissen, die entweder vor oder zwischen den Filmen angesetzt waren. „Erben des Imperiums“ war der erste Roman, der die Geschichte nach „Die Rückkehr der Jedi-Ritter“ weitererzählte. Der große Erfolg der Thrawn-Trilogie revolutionierte das erweiterte Star-Wars-Universum und diente als Anstoß für zahlreiche weitere Bücher, Videospiele und andere Markenartikel.
Anlässlich des 20-jährigen Jubiläums von „Heir to the Empire“ veröffentlichte Del Rey Books 2011 eine Sonderausgabe des Romans. Sie enthält neben der originalen Geschichte ein Vorwort von Howard Roffman sowie Kommentare von Timothy Zahn und seiner Verlagslektorin Betsy Mitchell. Außerdem ist die hier erstmals veröffentlichte Kurzgeschichte „Crisis of Faith“ enthalten, in der Zahn einen Teil von Thrawns Vorgeschichte erzählt. Die deutsche Veröffentlichung dieser Ausgabe erfolgte im Februar 2013.
2011 wurde die Trilogie von über 60.000 Teilnehmern bei NPR auf Platz 88 der Top 100 der besten Science-Fiction und Fantasy Bücher gewählt.
Der Name des Planeten Coruscant wurde von Zahn für „Erben des Imperiums“ erdacht und von George Lucas für seine späteren Filme aufgegriffen. Dort ist er erstmals in Episode I als Regierungssitz der Alten Republik zu sehen.
Eineinhalb Jahre nach der Übernahme von Lucasfilm durch die Walt Disney Company wurde bekannt gegeben, dass das erweiterte Star-Wars-Universum, zu dem auch die Thrawn-Trilogie gehört, fortan nicht mehr zum Star-Wars-Kanon gehört und unter dem Label Star Wars Legends vermarktet wird.

## Fortführungen
Zahn setzte die Geschichte um Großadmiral Thrawn und die Frage seiner Herkunft mit der Hand-von-Thrawn-Dilogie fort. Diese besteht aus den Romanen Specter of the Past (1997) und Vision of the Future (1998). In deutscher Sprache erschienen die Bände unter den Titeln Star Wars - Schatten der Vergangenheit, Star Wars - Blick in die Zukunft und Der Zorn des Admirals, wobei der zweite Roman aufgrund seines Umfangs aufgeteilt wurde.
In den Romanen Outbound Flight (2006, deutsch: Die Kundschafter) und Survivor’s Quest (2004, deutsch: Die Verschollenen) griff Zahn die im ersten Thrawn-Zyklus erwähnte Jedi-Expedition „Outbound Flight“ wieder auf. Während Outbound Flight die Vorgeschichte und den Verlauf der Mission schildert, begleitet Survivor’s Quest Luke Skywalker und Mara Jade bei der Erkundung ihrer Überreste. Der Roman Outbound Flight enthält in späteren Ausgaben auch die Kurzgeschichte Mist Encounter, in der Thrawn erstmals auf das Imperium trifft und in dessen Dienste tritt.
Nach der Reetablierung Thrawns in den offiziellen Kanon durch die dritte Staffel der Animationsserie Star Wars Rebels veröffentlichte Zahn ab 2017 eine neue kanonische Thrawn-Trilogie. Diese umfasst die Romane Thrawn (2017), Thrawn: Alliances (2018) und Thrawn: Treason (2019). Die Reihe beleuchtet Thrawns Werdegang im Imperium sowie seine Beziehungen zu Figuren wie Anakin Skywalker, Darth Vader und Director Krennic. Die Handlung spielt größtenteils parallel zur Serie Rebels. Die deutschsprachigen Ausgaben der auf den ersten Teil Thrawn folgenden Werke tragen die Untertitel Allianzen und Verrat.
In den Jahren 2020 bis 2021 folgte die Thrawn Ascendancy-Trilogie, die Thrawns Herkunft und Aufstieg innerhalb der Chiss-Aszendenz beleuchtet. Die drei Bände – Chaos Rising, Greater Good und Lesser Evil – schildern die politischen Strukturen, kulturellen Eigenheiten und außenpolitischen Herausforderungen der Chiss. In deutscher Übersetzung erschien die Reihe als Thrawn: Der Aufstieg mit den Untertiteln Drohendes Unheil, Verborgener Feind und Teurer Sieg.
Nachdem Thrawn in der Serie The Mandalorian bereits erwähnt wurde und Captain Pellaeon in der dritten Staffel einen ersten Auftritt hatte, spielt Thrawn, verkörpert von Lars Mikkelsen, auch in der Serie Ahsoka eine Rolle.

## Comics und Hörspiel
Alle Teile der Trilogie erschienen von 1995 bis 1998 bei Dark Horse in den USA als Comic in insgesamt 18 Heften. Später auch als Sammelband im Hardcover. Von 1996 bis 1999 erschienen die Comics zudem auf Deutsch bei Feest Comics und von 2007 bis 2009 innerhalb der Reihe Star-Wars-Essentials bei Panini.
Unter der Regie von Oliver Döring wurde eine deutsche Hörspiel-Reihe der Romane produziert und von 2012 bis 2014 veröffentlicht. Aus den Kinofilmen wurden neben den Stimmen der bekannten Synchronsprecher auch Soundeffekte sowie der Soundtrack von John Williams verwendet.

### Sprecher
| Rolle              | Sprecher                       |
| ------------------ | ------------------------------ |
| Erzähler           | Joachim Kerzel                 |
| Luke Skywalker     | Hans-Georg Panczak             |
| Han Solo           | Wolfgang Pampel                |
| Leia Organa (Solo) | Susanna Bonasewicz             |
| Großadmiral Thrawn | Thomas Nero Wolff              |
| Captain Pellaeon   | Erich Ludwig                   |
| Joruus C'baoth     | Jürgen Thormann                |
| C-3PO              | Joachim Tennstedt              |
| Mara Jade          | Marion von Stengel             |
| Lando Calrissian   | Frank Glaubrecht               |
| Talon Karrde       | Hubertus Bengsch               |
| Talon Karrde       | Jacques Breuer                 |
| Mon Mothma         | Alexandra Lange-Baehr          |
| Admiral Ackbar     | Hans Teuscher                  |
| Borsk Fey’lya      | Till Hagen                     |
| Winter Celchu      | Arianne Borbach                |
| Rukh               | Tobias Kluckert                |
| Yoda               | Hugo Schrader (Archivmaterial) |
| Garm Bel Iblis     | Reinhard Brock                 |
| Garm Bel Iblis     | Hans Bayer                     |

## Ausgaben (Auswahl)

### Deutsch
- Timothy Zahn: Erben des Imperiums. Goldmann, 1992, ISBN 3-442-41334-6.
- Timothy Zahn: Die dunkle Seite der Macht. Goldmann, 1993, ISBN 3-442-42183-7.
- Timothy Zahn: Das letzte Kommando. Goldmann, 1993, ISBN 3-442-42415-1.

Übersetzungen von Thomas Ziegler.
- Timothy Zahn: Erben des Imperiums. Jubiläumsausgabe. Blanvalet, 2013, ISBN 978-3-442-26914-3.
- Timothy Zahn: Die dunkle Seite der Macht. Blanvalet, 2014, ISBN 978-3-442-26407-0.
- Timothy Zahn: Das letzte Kommando. Blanvalet, 2015, ISBN 978-3-442-26408-7.

### Englisch
- Timothy Zahn: Heir to the Empire. Bantam Spectra, 1991, ISBN 0-553-07327-3.
- Timothy Zahn: Dark Force Rising. Bantam Spectra, 1992, ISBN 0-553-08574-3.
- Timothy Zahn: The Last Command. Bantam Spectra, 1993, ISBN 0-553-09186-7.
- Timothy Zahn: Heir to the Empire: The 20th Anniversary Edition. Ballantine Books/Del Rey, 2011, ISBN 978-0-345-52829-2.

### Hörspiel (Deutsch)
- Timothy Zahn: Erben des Imperiums. Oliver Döring
  - Teil 1 von 4: Der Wächter des Mount Tantiss, Wortart As Media GmbH 2012.
  - Teil 2 von 4: Das Imperium greift an, Wortart As Media GmbH 2012.
  - Teil 3 von 4: Der Zorn der Mara Jade, Wortart As Media GmbH 2012.
  - Teil 4 von 4: Die Schlacht um Sluis Van, Wortart As Media GmbH 2013.
- Timothy Zahn: Die dunkle Seite der Macht. Oliver Döring
  - Teil 1 von 5: Gejagte des Imperiums, Wortart As Media GmbH 2013.
  - Teil 2 von 5: Flucht von New Cov, Wortart As Media GmbH 2013.
  - Teil 3 von 5: Das Schicksal der Noghri, Wortart As Media GmbH 2013.
  - Teil 4 von 5: Flucht von der Schimäre, Wortart As Media GmbH 2013.
  - Teil 5 von 5: Die Schlacht um die Katana-Flotte, Wortart As Media GmbH 2013.
- Timothy Zahn: Das letzte Kommando. Oliver Döring
  - Teil 1 von 5: Der Fall von Ukio, Wortart As Media GmbH 2014.
  - Teil 2 von 5: Allianz der Schmuggler, Wortart As Media GmbH 2014.
  - Teil 3 von 5: Feuer über Coruscant, Wortart As Media GmbH 2014.
  - Teil 4 von 5: Gefahr auf Wayland, Wortart As Media GmbH 2014.
  - Teil 5 von 5: In der Gewalt des dunklen Jedi, Wortart As Media GmbH 2014.